# Loveless (album)
Loveless là album phòng thu thứ hai của ban nhạc shoegaze My Bloody Valentine, phát hành ngày 4 tháng 11 năm 1991 bởi Creation Records. Loveless được thu âm trong khoảng thời gian hơn hai năm từ 1989 tới 1991 tại mười chín phòng thu khác nhau. Kevin Shields (hát chính/guitar) kiểm soát tiến trình thu âm; ông tìm cách tạo nên một âm thanh đặc thù cho album, sử dụng nhiều kỹ thuật khác nhau như gảy guitar với thanh reo dây (tremolo bar), các đoạn trống được lấy mẫu, và giọng hát chìm dưới nhạc. Một số lớn kỹ thuật viên được sử dụng trong tiến trình này, mặc dù ban nhạc ghi nhận tất cả những người có mặt có quá trình thu lên bìa ghi chú album, "thậm chí nếu tất cả những gì họ làm chỉ là châm trà", theo Shields. Tổng số tiền thu âm Loveless được đồn rằng đã tốn tới 250,000 £, điều này được cho là đã góp phần làm hãng đĩa của ban nhạc, Creation Records, phá sản.
Mối quan hệ của My Bloody Valentine với Creation Records ngày một xấu đi trong khi thu âm album, và ban nhạc bị đuổi khỏi sau khi phát hành album do sự khó khăn và tốn kém khi làm việc với Shields. Dù Loveless không nhận được thành công thương mại lớn, album được các nhà phê bình ca ngợi. Thường được xem là một cột mốc của shoegazing, ảnh hưởng lên nhiều nghệ sĩ, và được cho là một trong những album hay nhất thập kỷ 1990.
Tháng 5 năm 2012 Loveless được tái bản thành 2 CD bởi Sony. Chúng đã xuất hiện trên một số bảng xếp hạng quốc tế và đến tháng 7 năm 2013, Loveless được chứng nhận Chiếc đĩa bạc ở Anh bởi Hiệp hội Công nghiệp thu âm Anh Quốc.

## Thu âm và sản xuất
My Bloody Valentine được cho thu âm tại Blackwing Studios ở Southwark, London vào tháng 2 năm 1989, và có ý định dùng thời gian này để tạo ý tưởng cho album thứ hai của họ. Shields nói Creation ban đầu tin rằng ablum sẽ được thu "trong năm ngày", và "khi điều đó rõ ràng sẽ không xảy ra, họ [Creation] tức giận." Sau nhiều tháng không làm được gì, tháng 9 cùng năm, ban nhạc chuyển đến phòng thu The Elephant and Wapping, nơi họ tiếp tục dùng tám tuần không làm gì. Kỹ thuật viên Nick Robbins nói Shields làm rõ rằng ông (Robbins) "ở đây chỉ để ấn nút." Robbins nhanh chóng bị thay thế bởi Harold Burgon, nhưng theo Shields, đóng góp chính của Burgon chỉ là chỉ cho ban nhạc cách dùng máy tính trong phòng thu. Burgon và Shields dành ba tuần tại phòng thu Woodcray ở Berkshire làm EP Glider, Shields và giám đốc Creation Alan McGee đồng ý rằng EP này sẽ được phát hành để kiếm tiền cho album. Alan Moulder được thuê để phối khi cho bài hát "Soon" tại phòng thu Trident 2 ở Victoria (bài hát này sau đó có mặt trong Loveless). Shields nói về Moulder, "Ngay khi chúng tôi làm với anh ta chúng tôi nhận ra mình muốn làm thêm!" Khi nhóm trở về tiếp tục làm album, Moulder là kỹ thuật viên duy nhất Shields đủ tin cậy để cho phép sử dụng những dụng cụ như máy khuếch đại; tất cả những kỹ thuật viên khác bị nói rằng "...các người không cần tới làm việc đâu." Shields phát biểu rằng "đám kỹ thuật viên này—với ngoại lệ Alan Moulder và sau đó Anjali Dutt—chỉ là những người thích đến phòng thu...theo họ, tất cả những gì chúng tôi muốn làm đều sai."

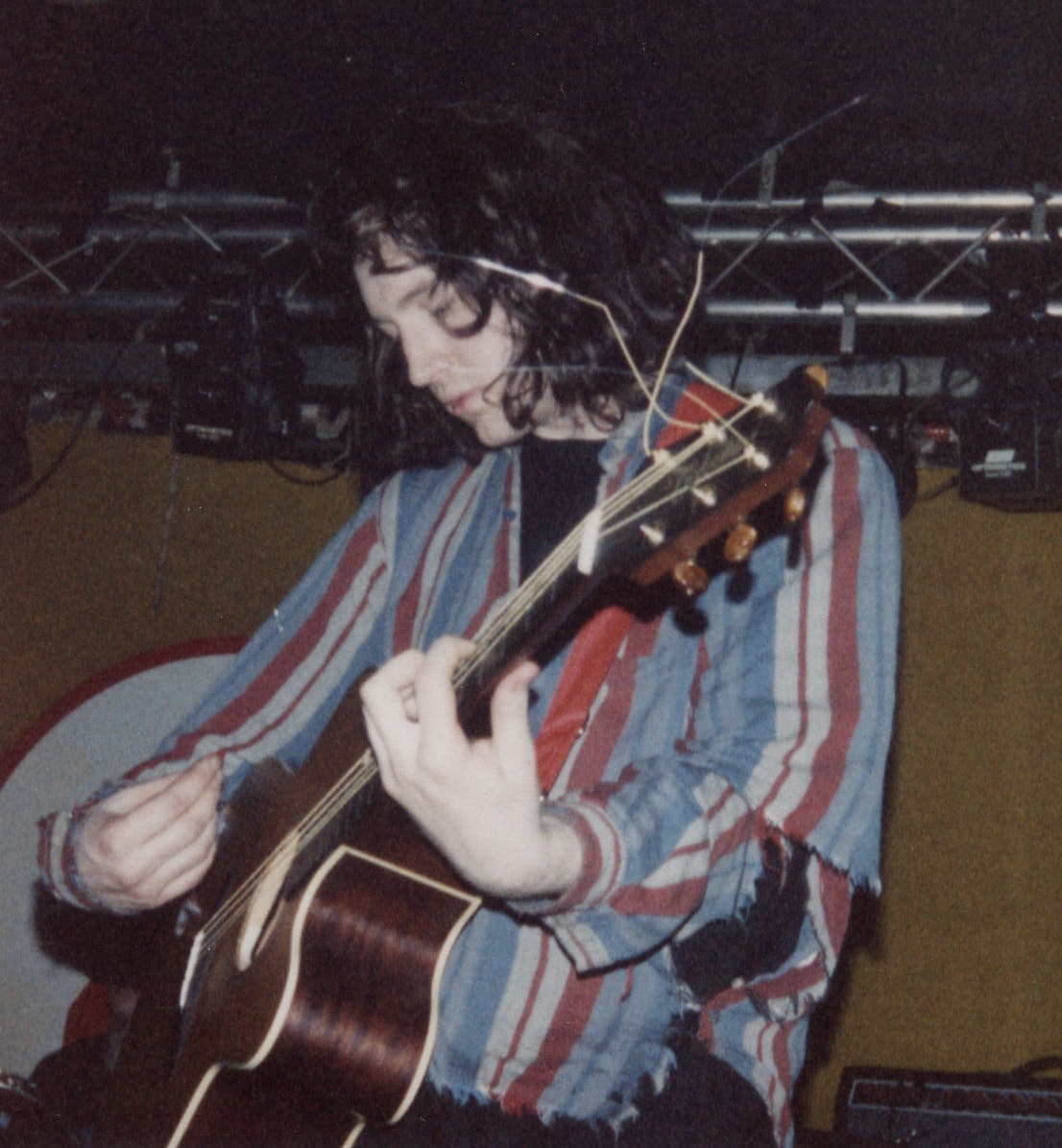
Kevin Shields biểu diễn với My Bloody Valentine năm 1989.

Vào mùa xuân năm 1990, Anjali Dutt được thuê để thay thế Moulder, người khi đó đang làm việc với Shakespears Sister và Ride. Dutt giúp thu âm tiếng hát và guitar của nhiều track. Trong thời kỳ này, ban nhạc thu âm ở nhiều phòng thu, thường dành cả một ngày trong phòng thu trước khi quyết định nó có thích hợp hay không. Tháng 5, 1990, My Bloody Valentine đến Protocol ở Holloway, và bắt đầu làm việc bằng tiền đặt cọc cho album, cũng như một EP thứ hai, Tremolo. Như Glider, Tremolo gồm một bài hát—"To Here Knows When"—mà sau đó sẽ có mặt trong Loveless. Ban nhạc ngừng thu âm vào cuối mùa hè 1990 để lưu diễn quảng bá cho việc phát hành Glider. Khi Moulder trở lại với dự án vào tháng 8, ông ngạc nhiên rằng sao mới có một ít công việc được hoàn thành. Vì điều đó, Creation Records lo rằng không biết album sẽ tốn hết bao nhiêu tiền. Moulder rời đi lần nữa vào tháng 1991 để làm việc cho ban nhạc noise pop The Jesus and Mary Chain.

Trong bài phỏng vấn với tạp chí Select, Shields nói về quá trình thu âm đứt đoạn, và dùng 'When You Sleep' như một ví dụ: 
"Chúng tôi thu âm phần trống vào tháng 9, '89. Guitar làm xong vào tháng 12. Bass hoàn tất vào… ờ… tháng 4. Giờ tới 1990. Rồi chẳng có gì sảy ra trong một năm." Thế nó không có hát à? "Không." Nó có lời không? "Không." Nó có tiêu đề không? "Không. Nó chỉ có số thứ tự. Nó được gọi là 'Bài 12'. Và… Tôi đang cố nhớ lại… dòng giai điệu xong năm '91. Hát cũng '91. Có một khoảng gián đoạn lớn. Tháng này qua tháng nọ không đụng vào bài hát nào. Hàng năm. Tôi quên cả cách lên dây mà tôi dùng."

Giọng hát được thâu băng ở phòng thu Britannia Row và Protocol vào giữa tháng 5 và tháng 6 năm 1991. Shields và Bilinda Butcher treo rèm trên cửa sổ giữa phòng điều khiển và buồng hát, và chỉ giao tiếp với các kỹ thuật viên khi họ hoàn thành một lần hát tốt bằng cách kéo rèm lên và vẫy tay. Theo kỹ thuật viên Guy Fixsen, "Chúng tôi không được phép nghe khi họ đang hát. Bạn phải xem máy đo của máy băng ghi âm để biết liệu có ai đang hát không. Nếu nó dừng, bạn biết rằng mình cũng phải dừng băng." Trong hầu hết các ngày, bộ đôi đến phòng thu mà không viết lời cho bài hát mà họ thu. Dutt nhớ lại: "Kevin hát xong một bài, và rồi Bilinda lấy băng xuống và viết ra những từ mà cô ấy nghĩ anh ta đã hát".
Tháng 5, 1991, Creation đồng ý chuyển việc sản xuất đến Eastcoate studio, sau những than phiền không được giải thích của Shields. Tuy nhiên, do Creation Records thiếu tiền đến nổi không đủ tiền trả cho khoảng thời gian tại Britannia Row, và phòng thu từ chối trả lại các thiết bị của ban nhạc. Các hành vi bất ngờ và bừa bãi của Shields, những lần trì hoãn, và thay đổi phòng thu liên tục đã tác động mạnh lên tài chính của Creation. Dutt sau đó thừa nhận rằng từng rất muốn rời dự án, trong khi phó trưởng Creation là Dick Green có nhiều lo lắng trong thời gian này. Trong thời gian này, cả Shields và Butcher đều bị ù tai, và phải dời việc thu âm nhiều tuần nữa để chữa trị. Bạn bè và các thành viên ban nhạc cho rằng đây là kết quả của âm lượng quá to khi nhóm biểu diễn. Shields cho rằng cách lý giải này là "chứng kích động thông tin nghèo nàn". Dù Alan McGee vẫn lạc quan và tích cực về cuộc đầu tư này, Green khi đó mới 29 tuổi, người vào thời gian đó mở cửa hãng đĩa buổi sáng sau khi "run rẩy với sợ hãi", trở nên lo lắng cùng các đồng nghiệp. Nhà báo Laurence Verfaillie, nhận thấy sự bất lực của hãng đĩa trong việc chi tiền cho các phòng thu, nhớ lại rằng tóc Green đã bạc đi chỉ sau một đêm. "Anh ấy sẽ không trở nên như vậy nếu không vì album đó", Verfaillie nói.
Với phần hát đã hoàn thành, lần phối khí cuối cùng của album được đảm nhận bởi kỹ thuật viên Dick Meaney tại Nhà thờ ở Crouch End vào mùa thu, 1991; đây là phòng thu thứ mười chín trong quá trình làm việc cho Loveless. Album được chỉnh sửa trên một cái máy cũ từng được dùng để cắt các đoạn hội thoại trong các bộ phim từ thập niên 1970. Máy tính của nó làm cả album bị lỗi. Shields sửa nó lại bằng trí nhớ, khi master album, do sự mất tinh thần của Creation, cần tới 13 ngày, chứ không phải một ngày như bình thường.
Melody Maker tính rằng toàn bộ tiền dành cho album là gần 250,000 £; tuy nhiên, Green, và Shields không đồng ý với điều này. Shields cho rằng số tiền ước tính đã bị phóng đại cường điệu bởi McGee vì giám đốc Creation "nghĩ rằng có sẽ thật ngầu." Theo Shields, "Số tiền chúng tôi tiêu không ai biết được vì chúng tôi không đếm. Nhưng chúng tôi tính ra bởi chính mình bằng cách tính ra phòng thu cần bao nhiêu và các kỹ thuật viên cần bao nhiêu. 160 nghìn bảng là số tiền lớn nhất mà chúng tôi cho rằng mình đã tiêu." Theo ý kiến của Green, ước tính của Melody Maker hụt mất khoảng 20,000 £. Trong bài phỏng vấn tháng 12 năm 1991, Shields nói rằng hầu hết số tiền được cho rằng được dùng cho album thực ra là "tiền để sống" trong hơn ba năm, và chính album chỉ tốn "vài nghìn". Ông cũng nói là album thực ra chỉ được làm trong vòng bốn tháng trong suốt hai năm. Shields phát biểu rằng hầu hết tiền được dùng là của ban nhạc, và rằng "Creation có lẽ chỉ dành mười lăm tới hai mười nghìn bản cho album, và chỉ có thế thôi. Họ không bao giờ cho chúng tôi xem tài khoản của họ, và rồi họ được Sony mua lại."

## Danh sách bài hát
Tất cả các ca khúc được viết bởi Kevin Shields, trừ khi được ghi chú.
| STT | Nhan đề              | Sáng tác                 | Thời lượng |
| --- | -------------------- | ------------------------ | ---------- |
| 1.  | "Only Shallow"       | Bilinda Butcher, Shields | 4:17       |
| 2.  | "Loomer"             | Butcher, Shields         | 2:38       |
| 3.  | "Touched"            | Colm Ó Cíosóig           | 0:56       |
| 4.  | "To Here Knows When" | Butcher, Shields         | 5:31       |
| 5.  | "When You Sleep"     |                          | 4:11       |
| 6.  | "I Only Said"        |                          | 5:34       |
| 7.  | "Come In Alone"      |                          | 3:58       |
| 8.  | "Sometimes"          |                          | 5:19       |
| 9.  | "Blown a Wish"       | Butcher, Shields         | 3:36       |
| 10. | "What You Want"      |                          | 5:33       |
| 11. | "Soon"               |                          | 6:58       |

## Thành phần tham gia
Đội ngũ tham gia sản xuất Loveless dựa trên phần bìa ghi chú.
| My Bloody Valentine - Colm Ó Cíosóig – trống, sampler - Bilinda Butcher – hát, guitar - Debbie Googe – bass - Kevin Shields – guitar, hát, sampler Sản xuất và phối khí - Kevin Shields – Tất cả bài hát, trừ track 3 - Colm Ó Cíosóig – Track 3 Thành phần khác - My Bloody Valentine – ý tưởng bìa - Angus Cameron – nhiếp ảnh - Ann Marie Shields - sắp xếp | Kỹ thuật viên và trợ lý - Alan Moulder - Kevin Shields - Colm Ó Cíosóig - Dick Meaney - Anjali Dutt - Guy Fixsen - Harold Burgon - Nick Robbins - Ingo Vauk - Andy Wilkinson - Darren Allison - Nick Addison - Charles Steel - Tony Falter - Hugh Price - Adrian Bushby - Pascale Giovetto - Nick Savage |

## Bảng xếp hạng
| Bảng xếp hạng (1991)                    | Vị trí cao nhất |
| --------------------------------------- | --------------- |
| UK Albums Chart                         | 24              |
| Bảng xếp hạng (2012)                    | Vị trí cao nhất |
| Belgian Albums Chart (Flanders)         | 154             |
| Belgian Albums Chart (Wallonia)         | 188             |
| Irish Albums Chart                      | 29              |
| Japanese Albums Chart                   | 18              |
| South Korean Albums Chart               | 43              |
| South Korean International Albums Chart | 7               |

## Chứng nhận
| Quốc gia                                | Chứng nhận | Lượng bán hàng |
| --------------------------------------- | ---------- | -------------- |
| Vương quốc Anh (BPI)                    | Bạc        | 60,000*        |
| Summaries                               |            |                |
| *Chứng nhận dựa theo doanh số tiêu thụ. |            |                |